# Plantation Lullabies
Plantation Lullabies je první studiové album americké zpěvačky a baskytaristky Meshell Ndegeocello. Vydáno bylo 19. října 1993 společností Maverick Records a kromě interpretky se na jeho produkci podíleli David Gamson, André Betts a Bob Power. Album se v květnu 1994 umístilo na 166. příčce hitparády Billboard 200.

## Seznam skladeb
1. Plantation Lullabies – 1:31
2. I'm Diggin You (Like an Old Soul Record) – 4:25
3. If That's Your Boyfriend (He Wasn't Last Night) – 4:31
4. Shoot'n Up and Gett'n High – 4:14
5. Dred Loc – 4:05
6. Untitled – 1:41
7. Step into the Projects – 3:54
8. Soul on Ice – 5:08
9. Call Me – 4:45
10. Outside Your Door – 5:08
11. Picture Show – 4:38
12. Sweet Love – 4:54
13. Two Lonely Hearts (On the Subway) – 4:16

## Obsazení
- Meshell Ndegeocello – zpěv, baskytara, další nástroje
- David Gamson – bicí
- David „Fuze“ Fiuczynski – kytara
- Wah Wah Watson – kytara
- Joshua Redman – tenorsaxofon
- Geri Allen – klavír
- Bobby Lyle – klavír
- James „Sleepy Keys“ Preston – klavír
- André Betts – programování bicích
- Luis Conté – konga
- Bill Summers – quíca, ruce, shekeré
- Byron Jackson – doprovodné vokály
- DJ Premier – gramofony